# Cordia dwyeri
Cordia dwyeri là loài thực vật có hoa trong họ Mồ hôi. Loài này được Nowicke mô tả khoa học đầu tiên năm 1969.